# Amstel Gold Race 2010
Amstel Gold Race 2010 var den 45. udgave af Amstel Gold Race, og blev arrangeret den 18. april. 

## Hold
| - Ag2r-La Mondiale - Astana - BMC Racing Team - Caisse d'Epargne - Cervélo TestTeam - Euskaltel-Euskadi |  | - Footon-Servetto-Fuji - Française des Jeux - Garmin-Transitions - Lampre-Farnese Vini - Landbouwkrediet - Liquigas-Doimo |  | - Omega Pharma-Lotto - Quick Step - Rabobank - Skil-Shimano - Team HTC-Columbia - Katusha |  | - Milram - RadioShack - Team Saxo Bank - Team Sky - Topsport Vlaanderen-Mercator - Vacansoleil |

På grund af en askesky skabt af et vulkanudbrud på Island var store dele af flytrafikken i Europa lammet, noget som førte til at flere af holdene kæmpede for at finde nok ryttere til at fylde minimumstruppen på fem udøvere. Blandt de påmeldte som ikke kunne stille til start var profilerede ryttere som Alejandro Valverde, Luis León Sánchez, Bradley Wiggins og Carlos Sastre. Caisse d'Epargne var så hårdt ramt at holdet kun stillede op med tre ryttere efter at have fået dispensation fra UCI.

## Resultater
|    | Rytter            | Hold                | Tid     |
| -- | ----------------- | ------------------- | ------- |
| 1  | Philippe Gilbert  | Omega Pharma-Lotto  | 6:22.54 |
| 2  | Ryder Hesjedal    | Garmin-Transitions  | + 0.02  |
| 3  | Enrico Gasparotto | Astana              | + 0.02  |
| 4  | Bert De Waele     | Landbouwkrediet     | + 0.05  |
| 5  | Roman Kreuziger   | Liquigas-Doimo      | + 0.05  |
| 6  | Damiano Cunego    | Lampre-Farnese Vini | + 0.05  |
| 7  | Fränk Schleck     | Saxo Bank           | + 0.07  |
| 8  | Marco Marcato     | Vacansoleil         | + 0.09  |
| 9  | Karsten Kroon     | BMC                 | + 0.11  |
| 10 | Chris Horner      | RadioShack          | + 0.11  |

## Ekstern henvisning
- Wikimedia Commons har flere filer relateret til Amstel Gold Race 2010